# Jateí
Jateí – miasto i gmina w Brazylii, w stanie Mato Grosso do Sul.